# Эккринные потовые железы
Эккринные железы (от греч. ekkrinein «выделять», иногда называемые мерокриновыми железами) являются основными потовыми железами человека, которые располагаются практически по всей поверхности кожи, но особенно много их на ладонях и подошвах, а также на голове, и гораздо меньше на туловище и конечностях. У низших млекопитающих относительно небольшое количество этих желез, и они локализуются в основном на бесшерстных участках, таких как подушечки стоп. Больше всего их у человека (200—400 на 1 см² поверхности кожи). Они производят чистый пот без запаха, состоящий в основном из воды.
Эккринные железы состоят из внутриэпидермального спирального выводного протока (акросирингиума), дермального протока, состоящего из прямого и извитого отделов, и секреторного отдела, который в форме спирали глубоко располагается в дерме или гиподерме. Эккринная железа открывается в потовую пору. Извитый секреторный отдел образован двумя концентрическими слоями столбчатых или кубических эпителиальных клеток. Эпителиальные клетки перемежаются миоэпителиальными клетками. Миоэпителиальные клетки поддерживают секреторные эпителиальные клетки. Проток эккринной железы образован двумя слоями кубических эпителиальных клеток.
Эккринные железы участвуют в процессе терморегуляции, обеспечивая охлаждение кожи путем испарения пота, выделяемого железами на поверхности тела, и в процессе потоотделения, вызванного эмоциональным всплеском (беспокойство, страх, стресс и боль). Белый осадок в бесцветном секрете эккринных желез вызван испарением, которое увеличивает концентрацию солей.
Запах пота обусловлен бактериальной активностью в секрете апокриновых потовых желез, которые являются принципиально другим типом потовых желез, расположенных на поверхности кожи человека.
Эккринные железы иннервируются симпатическим отделом нервной системы, прежде всего холинергическими волокнами, на возбуждение которых влияет в основном изменение глубинной температуры тела (внутренняя температура), но также и адренергическими волокнами. Железы на ладонях и подошвах не реагируют на температуру, они начинают выделять секрет при эмоциональном стрессе.

## Секреция
Секрет эккринных желез — это стерильный разбавленный раствор электролитов, основными компонентами которого являются бикарбонат, калий и хлорид натрия (NaCl) а также в него входят другие компоненты, такие как глюкоза, пируват, лактат, цитокины, иммуноглобулины, антимикробные пептиды (например, дермицидин) и многие другие.
Дермицидин представляет собой недавно выделенный антимикробный пептид, вырабатываемый эккринными потовыми железами.
По сравнению с плазмой и внеклеточной жидкостью концентрация ионов Na+ в поте значительно ниже (~40 мМ в поте в сравнении с ~150 мМ в плазме и внеклеточной жидкости). Изначально внутри эккринных желез пот имеет высокую концентрацию ионов Na+. Ионы Na+ повторно поглощаются тканью через эпителиальные натриевые каналы, располагающиеся на апикальной мембране клеток, которые образуют протоки эккринной железы (см. Рис. 9 и Рис. 10 в ссылках). Повторное поглощение ионов Na+ уменьшает потерю Na+ в процессе потоотделения. У пациентов с системным синдромом псевдогипоальдостеронизма с мутациями в генах субъединиц эпителиальных натриевых каналов пот соленый, поскольку в таких случаях соль из него не реабсорбируется. У таких пациентов концентрация ионов Na+ в поте может значительно возрастать (до 180 ммоль/л).
Аналогичным образом, у пациентов с кистозным фиброзом пот также соленый. Но в этих случаях проблема заключается в нарушении транспорта хлора, связанном с мутацией в генах белков хлорного канала, называемого «трансмембранный регулятор муковисцидоза» (англ. CFTR). Этот хлорный канал также расположен на апикальной мембране клеток протоков эккринной железы.
У людей, страдающих гипергидрозом, потовые железы (особенно эккриныые железы) чрезмерно реагируют на раздражители и обычно сверхактивны, производя больше пота, чем в норме.
Дермицидин — это недавно выделенный антимикробный пептид, вырабатываемый эккринными потовыми железами.